# Fiorella Mannoia (album 1983)
Fiorella Mannoia è un 33 giri dell'omonima cantante romana, pubblicato nell'aprile 1983 dalla CGD - Compagnia Generale del Disco (Catalogo: CGD 20357 - Matrici: 2c 20357-1L/2c 20357-2L). 

## Descrizione
Il 33 giri è stato prodotto da Mario Lavezzi ed arrangiato dallo stesso Lavezzi insieme a Memmo Foresi, ed arriva undici anni dopo il primo disco. Nel lato A dell'album alla traccia numero 1, Torneranno gli angeli, compare Renato Zero come corista, mentre alle tracce 4 (L'altra faccia della Luna) e 5 (Dimmi di no) vi è la collaborazione del sassofonista Claudio Pascoli. Nel lato B, invece, troviamo la traccia 5, Canto contro, con gli arrangiamenti curati da Alessandro Centofanti; e la traccia 1, Il posto delle viole, in cui vi è la collaborazione del sassofonista Giorgio Baiocco.

## Tracce
Lato A
1. Torneranno gli angeli – 3:28 (testo: Oscar Avogadro – musica: Mario Lavezzi)
2. Non si possono correre rischi – 3:33 (testo: Oscar Avogadro – musica: Memmo Foresi)
3. Ma sarà vero – 3:22 (Marco Negri)
4. L'altra faccia della Luna – 3:48 (testo: Oscar Avogadro – musica: Mario Lavezzi)
5. Dimmi di no – 2:48 (testo: Sandro Oliva – musica: Memmo Foresi e Sandro Oliva)

Durata totale: 16:59
Lato B
1. Il posto delle viole – 3:22 (testo: Oscar Avogadro – musica: Memmo Foresi)
2. Bella gioventù – 3:51 (testo: Oscar Avogadro – musica: Mario Lavezzi)
3. Canzone leggerissima – 3:49 (testo: Oscar Avogadro – musica: Alberto Radius)
4. Atlantide non vedrò – 3:41 (testo: Oscar Avogadro – musica: Mario Lavezzi)
5. Canto contro – 3:41 (Mimmo Cavallo)

Durata totale: 18:24

## Formazione
- Fiorella Mannoia – voce
- Dino Kappa – basso
- Alessandro Centofanti – tastiera
- Luciano Ciccaglioni – chitarra
- Vincenzo Restuccia – batteria
- Stefano Pulga – sintetizzatore
- Claudio Bazzari – chitarra
- Aldo Banfi – tastiera
- Mario Lavezzi – chitarra
- Giorgio Cocilovo – chitarra
- Pier Michelatti – basso
- Lele Melotti – batteria
- Alfredo Golino – percussioni
- Claudio Pascoli – sax
- Giorgio Baiocco – sax
- Renato Zero, Betty Maineri, Giulia Fasolino, Betty Vittori, Naimy Hackett, Rossana Casale, Aida Cooper – cori